# Toulouse
Toulouse (Tolosa în occitană) este un oraș în Franța, prefectura departamentului Haute-Garonne și capitala regiunii Occitania. Este și capitala  culturală a Occitaniei ca zonă istorico-culturală.
Astăzi, Toulouse este capitala regiunii occitane a departamentului Garonei Superioare și sediul metropolei Toulouse (o metropolă care unește o parte din aglomerația Toulouse din Garona Superioară și numără 37 de municipalități).
Orașul găzduiește muzeul Cité de l'espace dedicat cuceririi spațiului și Aeroscopia dedicat aviației.

## Demografie
| 1793   | 1800   | 1806   | 1821   | 1831   | 1836   | 1841   | 1846   | 1851   |
| ------ | ------ | ------ | ------ | ------ | ------ | ------ | ------ | ------ |
| 47 899 | 50 558 | 51 689 | 52 328 | 59 639 | 77 372 | 90 225 | 94 227 | 96 564 |

| 1856    | 1861    | 1866    | 1872    | 1876    | 1881    | 1886    | 1891    | 1896    |
| ------- | ------- | ------- | ------- | ------- | ------- | ------- | ------- | ------- |
| 103 144 | 113 714 | 126 936 | 124 852 | 130 105 | 140 289 | 147 617 | 149 791 | 149 963 |

| 1901    | 1906    | 1911    | 1921    | 1926    | 1931    | 1936    | 1946    | 1954    |
| ------- | ------- | ------- | ------- | ------- | ------- | ------- | ------- | ------- |
| 149 841 | 149 438 | 149 576 | 175 434 | 180 771 | 194 564 | 213 220 | 264 411 | 268 863 |

| 1962                                                          | 1968    | 1975    | 1982    | 1990    | 1999    | 2009    | - | - |
| ------------------------------------------------------------- | ------- | ------- | ------- | ------- | ------- | ------- | - | - |
| 323 724                                                       | 370 796 | 373 796 | 347 995 | 358 688 | 390 350 | 440 204 | - | - |
| Număr reținut începănd cu 1962: Populaţia fără numărări duble |         |         |         |         |         |         |   |   |

## Educație
- E-Artsup
- École nationale de l'aviation civile
- École nationale supérieure d'électrotechnique, d'électronique, d'informatique, d'hydraulique et des télécommunications
- École pour l'informatique et les nouvelles technologies
- École pour l'informatique et les techniques avancées
- Institut national des sciences appliquées de Toulouse
- Institut polytechnique des sciences avancées
- Institut supérieur de l'aéronautique et de l'espace
- Toulouse Business School
- Toulouse School of Economics

## Geografie

Harta Occitaniei

## Personalități născute aici
- Jean Dausset⁠(d) (1916 - 2009), imunolog;
- Jean-Paul Dubois (n. 1950), jurnalist, scriitor;
- Laurent Wolf (n. 1971), producător muzical.